# كلير باترسون
كلير كاميرون باترسون (بالإنجليزية: Clair Patterson)‏ كيميائي جيولوجي أمريكي ولد في (2 يونيو 1922) ميتشلفيل، أيوا و توفي في ( 5 ديسمبر 1995) سيرانتش، كاليفورنيا. درس الجيوكيمياء في جامعة شيكاغو حيث قدر كمية نظائرالرصاص واليورانيوم في عينات من نيزك كانيون ديابلو الموجود في أريزونا، الولايات المتحدة باستخدام مطيافية الكتلة ليقدر في عام 1953 عمر كوكب الأرض ب 4.55 بليون سنة (بجمع أو طرح 70 مليون سنة) و هو التقدير الأكثر دقة في عصره ولم يتغير لأكثر من 50 عاما بهامش خطأ لم يتعدَ 20 مليون سنة.
قضى معظم حياته الوظيفية في معهد كاليفورنيا للتكنولوجيا في دراسة تركيزات الرصاص في البيئة حيث أكتشف زيادة نسبة الرصاص بشكل ملحوظ بسبب النشاط الإنساني عن طريق دراسة تركيز الرصاص في المحيط الهادي والمحيط الأطلنطي والقطب الشمالي  و كان له الفضل في تغيير وإعادة تقييم اللوائح البيئية لخفض استخدام الرصاص خصوصا في المواد البترولية والمعلبات الغذائية لما تسببه من أضرار على الصحة العامة. مما أدى إلى أنخفاض مستوى الرصاص في دم الأمريكين بنسبة 80% في عام 1990.